# Чемпіонат Франції з тенісу 1907
Чемпіонат Франції з тенісу 1907 — 17-й розіграш Відкритого чемпіонату Франції. З цього сезону у програмі з'явилася остання дисципліна для дорослих спортсменів - жіночий парний розряд. Першими переможцями стала пара Адін Массон/І. де Пфуфель. У чоловічому парному розряді титул захистили Макс Декюжі та Моріс Жермо, а переможцями міксту стали А. Пін та Робер Валлет. Чемпіоном серед чоловіків став Макс Декюжі, а чемпіонкою серед жінок - Тереза Віллард, графиня Кермельска.

## Дорослі

### Чоловіки, одиночний розряд
Макс Декюжі переміг у фіналі  Робера Валлета

### Жінки, одиночний розряд
Тереза Віллард перемогла у фіналі  Кетрін д'Алайні д'Ельва (знялася після програного першого сету 6–1)

### Чоловіки, парний розряд
Макс Декюжі /  Моріс Жермо перемогли у фіналі пару  Сірі /  Робер Валлет 6-4, 6-2, 6-1

### Жінки, парний розряд
Адін Массон /  І. де Пфуфель

### Змішаний парний розряд
А. Пін /  Робер Валлет